# Dendrocyphella setosa
Dendrocyphella setosa är en svampart som beskrevs av Petch 1922. Dendrocyphella setosa ingår i släktet Dendrocyphella och familjen Cyphellaceae.   Inga underarter finns listade i Catalogue of Life.